# رابرت کوهن (روابط بین الملل)
رابرت کوهن (انگلیسی: Robert Keohane; ۳ اکتبر ۱۹۴۱) دانشمند روابط بین‌الملل اهل ایالات متحده آمریکا است. پس از انتشار کتاب تأثیرگذار او با عنوان «پس از هژمونی»، او را به عنوان یکی از نظریه‌پردازان مکتب لیبرالیسم نهادگرا می‌شناسند.
کوهن استاد بازنشستهٔ روابط بین‌الملل در مدرسهٔ امور عمومی و بین‌المللی پرینستون است و همچنین سابقهٔ تدریس در کالج سوارثمور، دانشگاه دوک، دانشگاه هاروارد و دانشگاه استنفورد دارد. وی همچنین برندهٔ جوایزی همچون جایزه بالزان و کمک‌هزینه گوگنهایم شده است.

## فعالیت علمی
کوهن پیرامون کتاب «پس از هژمونی» می‌نویسد:
در جهان واقع‌گرایی ساختاری و هژمونی، هماهنگی سیاست نهادی در اواخر دههٔ ۱۹۷۰ به شکل فزاینده‌ای عجیب و غیرمعمول به نظر می‌آمد. چگونه می‌توانست این پدیده با نظریه همخوانی داشته باشد، یا شاید خود نظریه ایرادی دارد؟ آیا رهبری توسط یک دولتِ واحد، مبتنی بر سلطه یا هژمونی برای همکاری ضروری است؟ من این معما را به‌طور کامل درک نمی‌کردم، و البته پاسخی برای آن نداشتم؛ تا این که در جلسه‌ای که به همت آن کروگر و با حمایت انجمن علمی ملی برگزار می‌شد شرکت کردم که در آن چارلز کیندلبرگر دربارهٔ هزینهٔ تراکنش، خطرها و تردیدهای مرتبط با آن در روابط بین‌الملل صحبت می‌کرد. من حتی پیش از این اصطلاح «هزینهٔ تراکنش» را نشنیده بودم؛ اما وقتی به استنفورد برگشتم ذهنم با این مسئله درگیر شد و با کمک دوستان و همکاران‌م که دربارهٔ اقتصاد نهادگرایی جدید مطالعه کرده بودند توانستم به آن نقطهٔ فهم و کشف در دسامبر ۱۹۷۹ در دفترم در دانشگاه استنفورد برسم، در حالی که به حیاط دانشکده نگاه می‌کردم و متوجه اهمیت این نظریه‌ها برای فهم همکاری بین‌المللی شدم.
کوهن را یکی از چهره‌های اصلی در رشتهٔ اقتصاد سیاسی بین‌المللی در ایالات متحده می‌دانند. او به همراه جوزف نای، مبدع اصطلاح «وابستگی متقابل پیچیده» است که به انواع روش‌های توزیع و خنثی شدن قدرت در روابط اقتصادی اشاره می‌کند. رابرت کوهن در مقاله‌ای در سال ۱۹۸۰ اصطلاح «نظریهٔ ثبات هژمونیک» را برای اشاره به یک نظام بین‌المللی ابداع کرد که در آن حضور یک دولت-ملت واحد به عنوان قدرت جهانیِ مسلط یا هژمون، احتمال ثبات آن را افزایش می‌دهد.
او استاد دانشمندان علوم سیاسی همچون لیسا مارتین، اندرو موراویسیک، لینا موسلی، بث سیمونز، رونالد میچل، هلن میلنر و فرید زکریا بوده است.